# Ogończyk wiązowiec

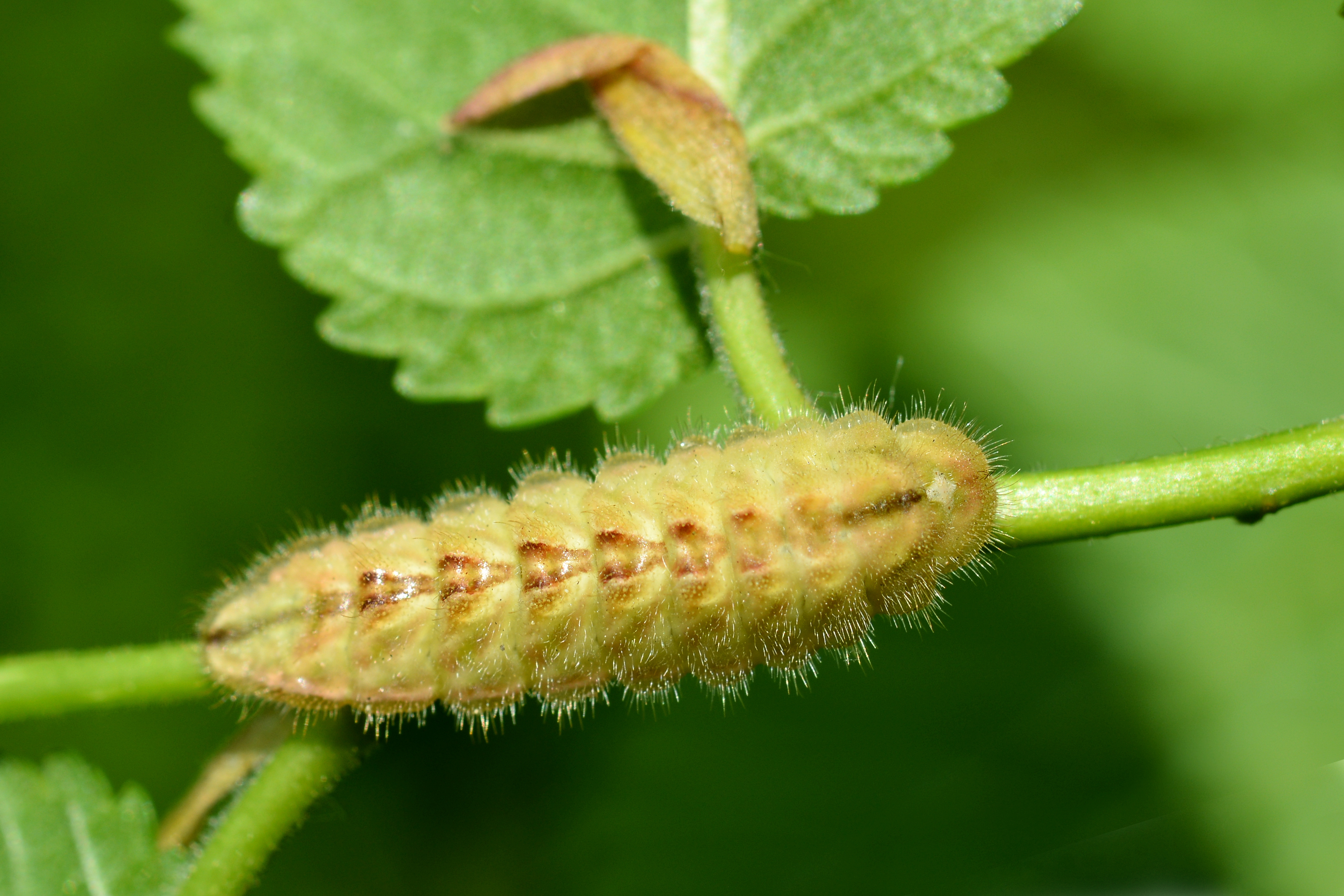
Gąsienica

Ogończyk wiązowiec (Satyrium w-album) – gatunek owada z rzędu motyli, z rodziny modraszkowatych (Lycaenidae). Występuje jedno pokolenie (czerwiec-sierpień). Zasiedla wilgotne lasy liściaste, przede wszystkim łęgi, ale też przydrożne zadrzewienia, termofilne zarośla na zboczach i tereny zieleni miejskiej. Imago odwiedza kwiaty, przeważnie należące do roślin z rodziny selerowatych, czasem siada też na wilgotnej ziemi. Gąsienica rozwija się na wiązach, w Polsce na wiązie szypułkowym, wiązie pospolitym (polnym) i wiązie górskim. Występuje w całym kraju ale postać dorosła jest rzadko obserwowana, łatwiej odnaleźć gąsienice. Zimuje jajo.
Motyl rozprzestrzeniony od Półwyspu Iberyjskiego przez większość Europy, południe Syberii, Turcję, Kaukaz po rosyjski Daleki Wschód, Japonię, Koreę i północno-wschodnie Chiny.